# Carlos Ángel Roa
Carlos Ángel Roa (Santa Fe, 15 d'agost de 1969) és un futbolista argentí retirat. Va jugar com a porter al Racing de Avellaneda, el CA Lanús i el RCD Mallorca, entre d'altres, i amb la selecció de futbol de l'Argentina.

## Trajectòria
La carrera professional de Roa es va iniciar al Racing Club de Avellaneda, equip amb el qual va debutar en Primera divisió el 6 de novembre de 1988. Durant la seva etapa en Racing va sofrir el seu primer problema greu de salut, quan es va infectar de malària durant una gira d'estiu a Àfrica.
Després de recuperar-se, va ser transferit al CA Lanús el 1994. Va ser el porter titular del club en els seus anys daurats, en els quals l'equip va lluitar per la lliga i va conquistar el seu primer títol, la Copa Conmebol de 1996. Després de tres temporades, el tècnic Hèctor Cúper se'l va dur amb ell a les Illes Balears per a jugar en el RCD Mallorca, on va viure la millor etapa històrica del club illenc.
En la seva primera temporada a Mallorca, la 1997/98, l'equip balear va disputar la final de la Copa del Rei contra el FC Barcelona. El títol es va decidir en la tanda de penals i encara que Roa va aturar fins a tres llançaments (a Rivaldo, Celades i Figo) i va marcar-ne un, finalment el Barcelona se'n va dur la Copa. La següent temporada, Roa va mantenir la titularitat i el Mallorca va conquistar el primer títol oficial de la seva història, la Supercopa d'Espanya, a més de proclamar-se subcampió de la Recopa d'Europa. En la lliga, el Mallorca va acabar la temporada 1998/99 en tercera posició, la millor classificació de la seva història i l'argentí va guanyar el Trofeu Zamora en ser el porter menys golejat del torneig.
A pesar de tenir una bona oferta del Manchester United FC, amb tan sols 29 anys i en el cim de la seva carrera, Roa sorprenia a tot el món anunciant la seva retirada per motius religiosos. Després va passar un any de treball religiós i de caritat com membre de l'Església Adventista del Setè Dia, contrària al treball als dissabte, siga un partit de futbol professional. No obstant això, a l'abril de 2000, només nou mesos després, Roa anunciava el seu retorn al futbol professional. El Mallorca el va obligar a complir els dos anys de contracte que tenia pendents, però mai va recuperar la seva forma i va ser relegat a la banqueta com a suplent del seu compatriota Leo Franco.
Després d'expirar el seu contracte, l'estiu de 2002, es va incorporar a l'Albacete Balompié de la Segona divisió, on va recuperar la titularitat. Després d'assolir l'ascens va jugar amb els manxecs en Primera fins que a principis de 2004 un càncer testicular el va forçar a deixar de jugar i, després d'una operació, va haver de passar un any sencer amb quimioteràpia i rehabilitació. En aquest període es va entrenar en equips de la Tercera divisió espanyola, com el CD Constància d'Inca i l'Atlètic Balears, abans de retornar a terres argentines per a enrolar-se en l'Olimpo de Bahía Blanca de primera divisió. Amb aquest equip va jugar el Torneig Apertura 2005 i el Clausura 2006, per a abandonar el club al terme d'aquest campanya, que es va saldar amb el descens.
Des de llavors, va quedar desvinculat dels terrenys de joc, encara que en l'estiu de 2007 Unión de Santa Fe es va interessar per la seva contractació. El 2008 es va incorporar al Club Atlético Brown de San Vicente -localitat en la qual resideix- com a entrenador de porters.
Sempre ha estat vegà (vegetarià pur), motiu pel qual se l'apodava "lechuga" (enciam)

## Internacional
Roa va defensar la porteria de la selecció de futbol de l'Argentina en 17 partits. El seu bon moment de forma al RCD Mallorca, abans de la seva retirada, el van convertir en un fix en les alineacions de l'albiceleste. Va ser el porter titular de la selecció argentina que va participar en el Mundial de 1998 disputat a França. Roa no va concedir cap gol en els partits de la primera fase, i es va convertir en heroi nacional a l'aturar un penal decisiu en el partit de vuitens de final contra Anglaterra.